# Leia amabilis
Leia amabilis är en tvåvingeart som beskrevs av Samuel Wendell Williston  1900. Leia amabilis ingår i släktet Leia och familjen svampmyggor. Inga underarter finns listade i Catalogue of Life.